# Foča-Ustikolina
Foča-Ustikolina ist eine von drei Verbandsgemeinden des Kantons Bosnisches Podrinje in Bosnien und Herzegowina. Die Gemeinde mit etwa 2.200 Einwohnern liegt am Oberlauf der Drina und gehört zur Föderation, einer von zwei Entitäten des südosteuropäischen Staates.

## Geographie

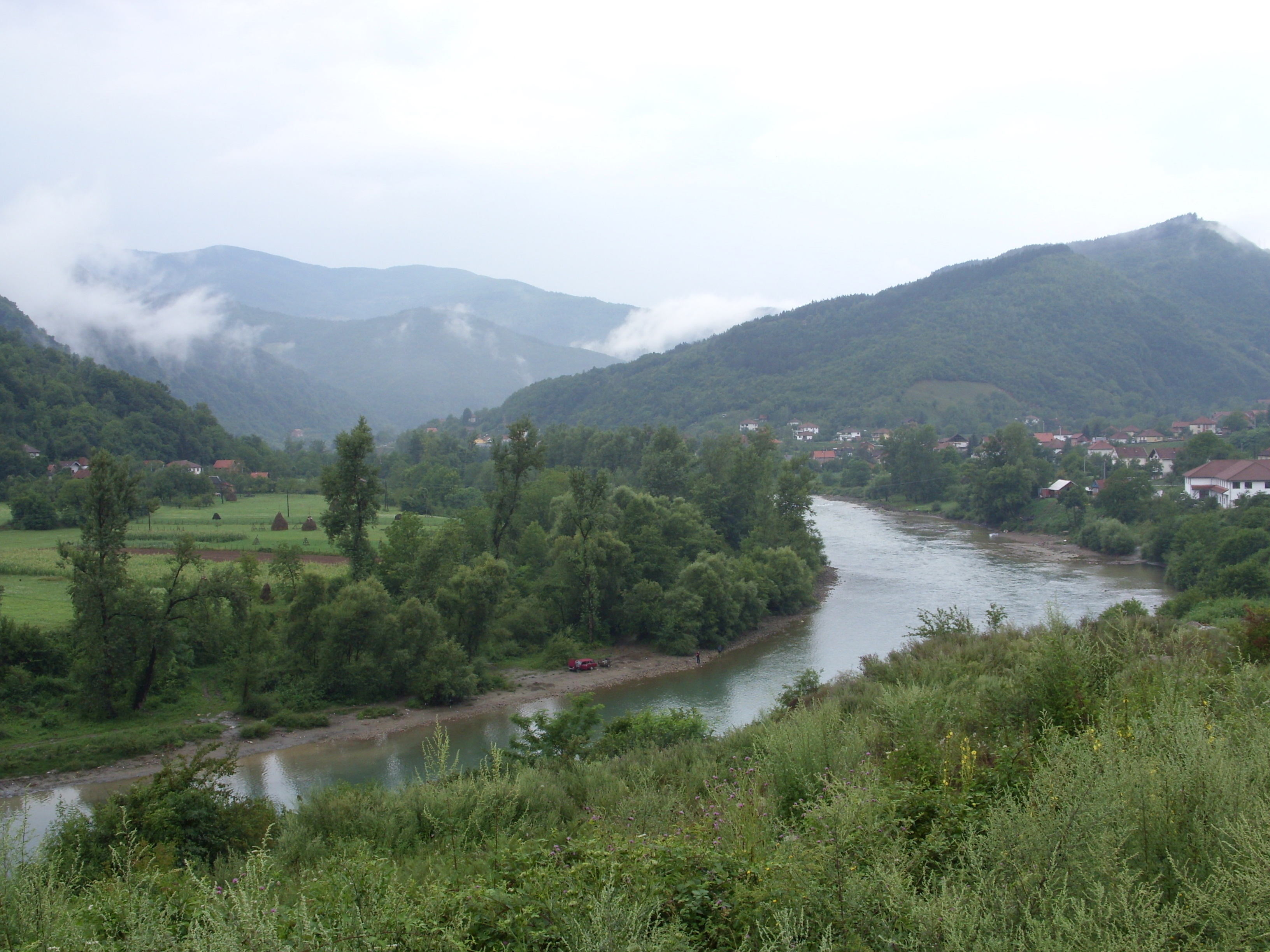
Die Drina in der Gemeinde Foča-Ustikolina

Die Gemeinde befindet sich im bergigen Osten des Landes, die Berge erreichen hier Höhen von mehr als 1500 m. Die Drina schlängelt sich in einem schmalen Tal zwischen den Gebirgen entlang. Der Gemeindesitz Ustikolina liegt am linken Drina-Ufer etwa 10 km nördlich von Foča und 20 km südwestlich von Goražde. Die montenegrinische Grenze ist nur 12 km entfernt, der nächste Grenzübergang jedoch 36 km.

### Gemeindegliederung
Die Gemeinde besteht aus den Siedlungen Bavčići, Bešlići, Bunčići, Cvilin, Donje Žešće, Filipovići, Jabuka, Kolakovići, Lokve, Mazlina, Mravljača, Njuhe, Petojevići, Podgrađe, Previla, Prisoje, Račići, Radojevići, Rodijelj, Slavičići, Sorlaci, Stojkovići, Ustikolina, Zabor und Zebina Šuma.

## Geschichte
Die Gemeinde Foča-Ustikolina besteht aus dem nach dem Dayton-Vertrag durch die innerbosnische Grenze abgetrennten nördlichen Teil der ehemaligen Gemeinde Foča, deren größerer Südteil jetzt zur Republika Srpska gehört.

## Wirtschaft und Infrastruktur
Ustikolina befindet sich an der ostbosnischen Magistralstraße 20 (Dubrovnik-Foča-Višegrad). Diese stellt den einzigen modernen Verkehrsweg in der Gemeinde dar. Der südlich des Jahorina-Gebirges gelegene westliche Teil des Gemeindegebiets ist teilweise unerschlossen; die dort befindlichen Siedlungen sind nur über nicht asphaltierte Straßen zu erreichen.